# Austin F. Pike

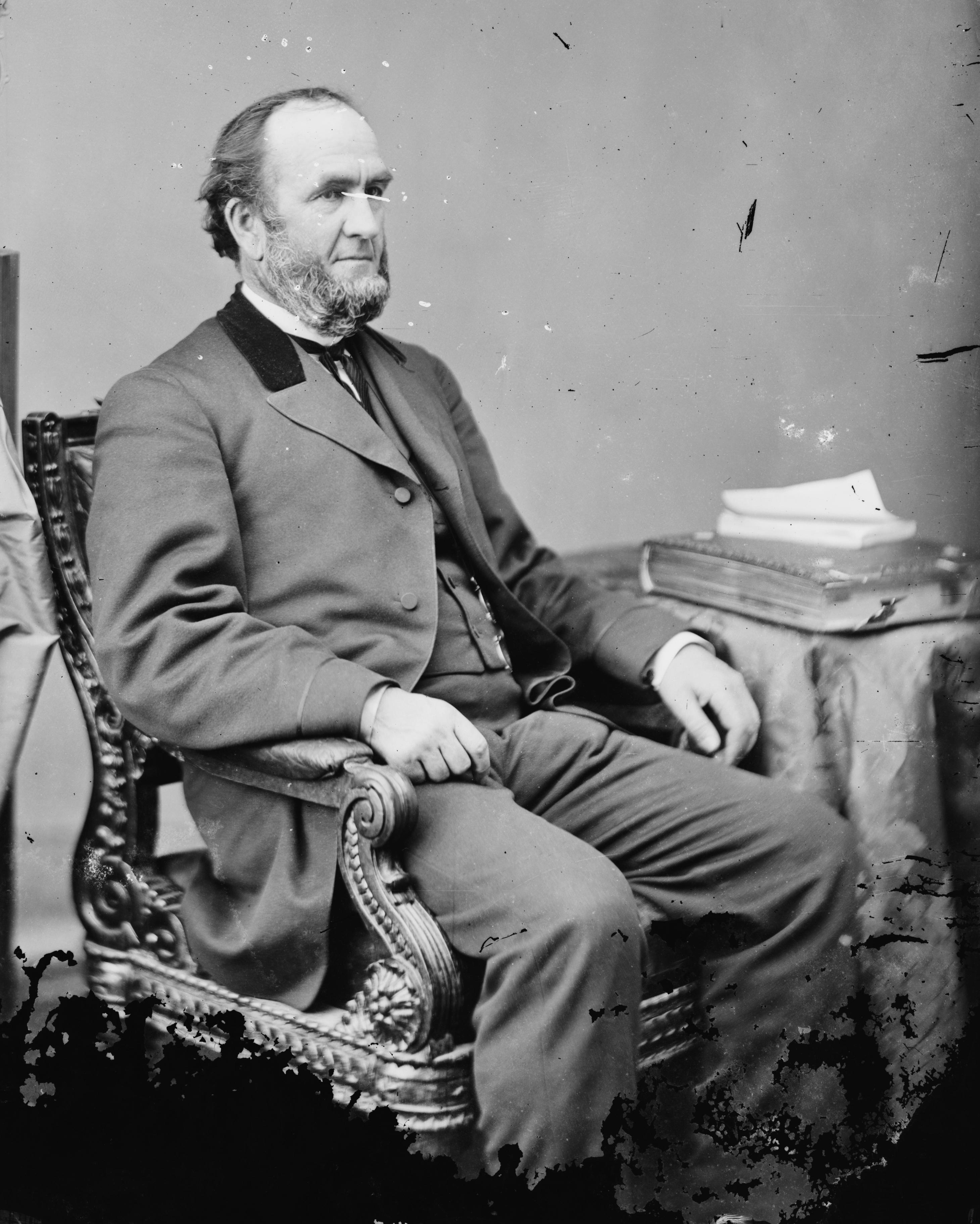
Austin F. Pike

Austin Franklin Pike, född 16 oktober 1819 i Hebron, New Hampshire, död 8 oktober 1886 i Franklin, New Hampshire, var en amerikansk republikansk politiker. Han representerade delstaten New Hampshire i båda kamrarna av USA:s kongress, först i representanthuset 1873-1875 och sedan i senaten från 1883 fram till sin död.
Pike studerade juridik och inledde 1845 sin karriär som advokat i Merrimack County. Han vann mot sittande kongressledamoten Samuel Newell Bell i kongressvalet 1872. Han ställde upp för omval i kongressvalet 1874 men besegrades av företrädaren Bell.
Delstatens lagstiftande församling kunde inte enas om en efterträdare åt senator Edward H. Rollins vars mandatperiod löpte ut i mars 1883. Slutligen valdes Pike till senaten i augusti 1883. Han avled 1886 i ämbetet och gravsattes på Franklin Cemetery i Franklin.